# Justicia platysepala
Justicia platysepala är en akantusväxtart som först beskrevs av Spencer Le Marchant Moore, och fick sitt nu gällande namn av P. G. Meyer. Justicia platysepala ingår i släktet Justicia och familjen akantusväxter. Inga underarter finns listade i Catalogue of Life.